# Wind Music Awards 2011
La quinta edizione dei Wind Music Awards è andata in onda in prima serata su Italia 1 il 7, il 14 e il 21 giugno 2011 dall'Arena di Verona.
Le tre puntate, registrate il 27 e il 28 maggio 2011, sono state condotte da Vanessa Incontrada e Teo Mammucari.
Da questa edizione e fino a quella del 2014 viene edita anche la compilation Wind Music Awards.

## Esibizioni
- Luciano Ligabue - Il meglio deve ancora venire
- Raphael Gualazzi - Follia d'amore e Reality and fantasy
- Annalisa - Diamante lei e luce lui
- Marco Carta - Quello che dai
- Virginio - Ad occhi chiusi
- Alessandra Amoroso - Niente
- Emma Marrone - Io son per te l'amore e Arriverà (con i Modà)
- Modà - Arriverà (con Emma)
- Negramaro - Singhiozzo
- Nek - E da qui
- Francesco Renga - Regina triste
- Biagio Antonacci - Ubbidirò
- Gianna Nannini - Ti voglio tanto bene
- Marco Mengoni - Tutta la notte
- Malika Ayane - Ricomincio da qui
- Noemi - Vuoto a perdere
- Lucio Dalla e Francesco De Gregori - Tutta la notte
- Elisa - Sometime Ago
- Litfiba - Barcollo
- Il Volo - E più ti penso
- Claudio Baglioni - Per il mondo
- Zucchero Fornaciari - Un soffio caldo
- Fabri Fibra - Tranne te
- Subsonica - Istrice
- Due di Picche - Fare a meno di te e Faccia come il cuore
- Alessandro Casillo - Raccontami chi sei

## Artisti premiati
Sono stati attribuiti i premi per i CD in base al numero di copie vendute tra maggio 2010 e maggio 2011, suddivisi in tre categorie:
- Multiplatino: 120 000 copie vendute.
- Platino: 60 000 copie vendute.
- Oro: 30 000 copie vendute.

Oltre a questi riconoscimenti sono stati consegnati i seguenti premi:
- Premio Digital Songs (Multiplatino 60.000 download, Platino 30.000 download).
- Premio Confindustria Cultura Italia FIMI, AFI e PMI.
- Premio Speciale Arena di Verona.

Premio CD Multiplatino
- Luciano Ligabue: Arrivederci, mostro!
- Modà: Viva i romantici
- Zucchero Fornaciari: Chocabeck
- Alessandra Amoroso: Il mondo in un secondo
- Negramaro: Casa 69
- Biagio Antonacci: Inaspettata
- Gianna Nannini: Io e te
- Noemi: Sulla mia pelle

Premio CD Platino
- Emma Marrone: A me piace così
- Renato Zero: Segreto amore
- Cesare Cremonini: 1999-2010 The Greatest Hits
- Marco Mengoni: Re matto live
- Fabri Fibra: Controcultura
- Elisa: Ivy
- Gigi D'Alessio: Semplicemente sei
- Pooh: Dove comincia il sole
- Nina Zilli: Sempre lontano
- Malika Ayane: Grovigli
- Annalisa: Nali

Premio CD Oro
- Litfiba: Stato libero di Litfiba
- Mario Biondi: Yes You Live
- Giovanni Allevi: Alien
- Il Volo: Il Volo
- Stefano Bollani: Rapsodia in blue
- Carmen Consoli: Per niente stanca
- Claudio Baglioni: Per il mondo. World Tour 2010
- Due di Picche: C'eravamo tanto odiati
- Francesco Renga: Un giorno bellissimo
- Subsonica: Eden
- Raphael Gualazzi: Reality and Fantasy
- Virginio: Finalmente
- Mina: Facile
- Nomadi: Raccontiraccolti
- Marco Carta: Il cuore muove
- Max Pezzali: Terraferma

Premio Digital Songs Platino
- Luciano Ligabue: Un colpo all'anima
- Cesare Cremonini: Mondo
- Ghost: La vita è uno specchio
- Fabri Fibra: Vip in Trip e Tranne te
- Modà con Emma Marrone: Arriverà
- Modà: Sono già solo e La notte
- Gianna Nannini: Sei nell'anima e Ogni tanto
- Marco Mengoni: Credimi ancora e In un giorno qualunque

Premio Confindustria Cultura Italia FIMI, AFI e PMI
- Niccolò Agliardi
- Simona Molinari
- Erica Mou
- Povia
- Daniele Silvestri
- Roberto Vecchioni
- Zero Assoluto

Premio Speciale Arena di Verona
- Alfredo Serafini
- Maria De Filippi
- Anna Tatangelo
- Fiorella Mannoia
- Negramaro
- Giorgio Panariello
- Gino Paoli
- Zucchero Fornaciari

Altri premi
- Premio RDS: Biagio Antonacci
- Targa di partecipazione ai WMA 2011: Alessandro Casillo

## Ascolti
| Puntata | Puntata        | Telespettatori | Share  |
| ------- | -------------- | -------------- | ------ |
| 1       | 7 giugno 2011  | 2.004.000      | 9,64%  |
| 2       | 14 giugno 2011 | 2.122.000      | 10,49% |
| 3       | 21 giugno 2011 | 1.616.000      | 8,31%  |
| Media   | Media          | 1.914.000      | 9,48%  |